# Corydasialis inexspectata
Corydasialis inexspectata là một loài côn trùng trong họ Corydasialidae thuộc bộ Megaloptera. Loài này được Wichard et al. miêu tả năm 2005.